# Mercast
El procés mercast és un procés de fabricació de motlles per la producció de peces metàl·liques per fosa (metal·lúrgia) per gravetat. Es tracta de la construcció d'un motlle a partir d'un model de mercuri (element).

## Descripció del procés
En primer lloc, és essencial la fabricació d'un motlle base amb la forma desitjada de la peça per a la posterior obtenció dels models de mercuri. Aquest es construeix per parts que s'engalzen formant un tot. Després, es procedeix a omplir-ho de mercuri líquid que s'assenta en tots els buits del motlle imitant la seva forma. És llavors quan s'introdueix en una cambra de refredament a uns -75 °C aproximadament on es fa solidificar el mercuri en la seva totalitat. Quan ja no queda cap racó líquid, se separa el model del motlle obtenint les diferents parts per separat. Aquestes s'ajunten entre elles a partir de l'aplicació d'una pressió mínima que fa que quedin ben soldades i es cobreix tot el mercuri sòlid submergint-lo en unes farinetes de ceràmica en acetona que formen una escorça exterior dura. A partir d'aquí, es deixa que augmenti la temperatura a poc a poc tot liquant el mercuri que hi ha a l'interior i coent la closca que l'envolta. Finalment, a altes temperatures, quan ja està ben cuita, es procedeix a colar el metall fos a través de conductes i així obtenir el motlle final preparat per a la fabricació de peces metàl·liques molt complexes per fosa.
Aquest sistema de modelat és conegut per la seva baixa inversió inicial i la seva altíssima precisió dimensional. Requereix un temps de cicle molt gran tot i que compensa al poder obtenir peces amb una gran complexitat de geometria (es pot aconseguir una bona reproducció de detalls), parets primes i amb una baixa rugositat superficial.